# Seznam medailistů na halovém mistrovství Evropy v běhu na 400 m
Běh na 400 metrů je do programu halového mistrovství Evropy zařazen od prvních ročníků šampionátu. V halách tato disciplína představuje nejčastěji dvě kola. V současnosti (2019) drží nejlepší výkon šampionátu na této trati Karsten Warholm a Jarmila Kratochvílová.

## Muži
| Rok      | Místo         | Zlato              | Výkon vítěze | Stříbro              | Bronz               |
| -------- | ------------- | ------------------ | ------------ | -------------------- | ------------------- |
| HME 1970 | Vídeň         | Alexandr Bratčikov | 46,8         | Andrzej Badeński     | Jurij Zorin         |
| HME 1971 | Sofie         | Andrzej Badeński   | 46,8         | Boris Savčuk         | Alexandr Bratčikov  |
| HME 1972 | Grenoble      | Georg Nückles      | 47,24        | Ulrich Reich         | Wolfgang Müller     |
| HME 1973 | Rotterdam     | Luciano Sušanj     | 46,38        | Benno Stops          | Dariusz Podobas     |
| HME 1974 | Göteborg      | Fons Brijdenbach   | 46,60        | Andreas Scheibe      | Günter Arnold       |
| HME 1975 | Katovice      | Hermann Köhler     | 48,75        | Josip Alebić         | Semjon Kočer        |
| HME 1976 | Mnichov       | Janko Bratanov     | 47,79        | Hermann Köhler       | Grzegorz Mądry      |
| HME 1977 | San Sebastián | Fons Brijdenbach   | 46,53        | Francis Demarthon    | Marian Gęsicki      |
| HME 1978 | Milán         | Pietro Mennea      | 46,51        | Ryszard Podlas       | Nikolaj Černěckij   |
| HME 1979 | Vídeň         | Karel Kolář        | 46,21        | Stefano Malinverni   | Horia Toboc         |
| HME 1980 | Sindelfingen  | Nikolaj Černěckij  | 46,29        | Karel Kolář          | Remigijus Valiulis  |
| HME 1981 | Grenoble      | Andreas Knebel     | 46,52        | Martin Weppler       | Stefano Malinverni  |
| HME 1982 | Milán         | Pavel Konovalov    | 47,04        | Sándor Ujhelyi       | Benjamin González   |
| HME 1983 | Budapešť      | Jevgenij Lomtev    | 46,20        | Ainsley Bennett      | Ángel Heras         |
| HME 1984 | Göteborg      | Sergej Lovačov     | 46,72        | Roberto Tozzi        | Didier Dubois       |
| HME 1985 | Pireus        | Todd Bennett       | 45,56        | Klaus Just           | José Alonso         |
| HME 1986 | Madrid        | Thomas Schönlebe   | 46,97        | José Alonso          | Mathias Schersing   |
| HME 1987 | Liévin        | Todd Bennett       | 46,81        | Momczil Charizanov   | Paul Harmsworth     |
| HME 1988 | Budapešť      | Jens Carlowitz     | 45,63        | Brian Whittle        | Ralf Lübke          |
| HME 1989 | Haag          | Cayetano Cornet    | 46,21        | Brian Whittle        | Klaus Just          |
| HME 1990 | Glasgow       | Norbert Dobeleit   | 46,08        | Jens Carlowitz       | Cayetano Cornet     |
| HME 1992 | Janov         | Slobodan Branković | 46,33        | Andrea Nuti          | David Grindley      |
| HME 1994 | Paříž         | Du'aine Ladejo     | 46,53        | Michail Vdovin       | Rico Lieder         |
| HME 1996 | Stockholm     | Du'aine Ladejo     | 46,12        | Pierre-Marie Hilaire | Ashraf Saber        |
| HME 1998 | Valencie      | Ruslan Maščenko    | 45,90        | Ashraf Saber         | Robert Maćkowiak    |
| HME 2000 | Gent          | Ilja Dživondov     | 46,63        | David Canal          | Marc Raquil         |
| HME 2002 | Vídeň         | Marek Plawgo       | 45,39        | Jimisola Laursen     | Ioan Vieru          |
| HME 2005 | Madrid        | David Gillick      | 46,30        | David Canal          | Sebastian Gatzka    |
| HME 2007 | Birmingham    | David Gillick      | 45,52        | Bastian Swillims     | Robert Tobin        |
| HME 2009 | Turín         | Johan Wissman      | 45,89        | Claudio Licciardello | Ioan Vieru          |
| HME 2011 | Paříž         | Leslie Djhone      | 45,54        | Thomas Schneider     | Richard Buck        |
| HME 2013 | Göteborg      | Pavel Maslák       | 45,66        | Nigel Levine         | Pavel Trenichin     |
| HME 2015 | Praha         | Pavel Maslák       | 45,33        | Dylan Borlée         | Rafał Omelko        |
| HME 2017 | Bělehrad      | Pavel Maslák       | 45,77        | Rafał Omelko         | Liemarvin Bonevacia |
| HME 2019 | Glasgow       | Karsten Warholm    | 45,05 - RHME | Óscar Husillos       | Tony van Diepe      |
| HME 2021 | Toruň         | Óscar Husillos     | 46,22        | Tony van Diepen      | Liemarvin Bonevacia |
| HME 2023 | Istanbul      | Karsten Warholm    | 45,35        | Julien Watrin        | Carl Bengtström     |
| HME 2025 | Apeldoorn     | Attila Molnár      | 45,25        | Maksymilian Szwed    | Jimy Soudril        |

## Ženy
| Rok      | Místo         | Zlato                      | Výkon vítěze | Stříbro                      | Bronz                  |
| -------- | ------------- | -------------------------- | ------------ | ---------------------------- | ---------------------- |
| HME 1970 | Vídeň         | Marilyn Neufvilleová       | 53,0         | Christel Freseová            | Colette Bessonová      |
| HME 1971 | Sofie         | Věra Popkovová             | 53,7         | Inge Böddingová              | Maria Sykorová         |
| HME 1972 | Grenoble      | Christel Freseová          | 53,36        | Inge Böddingová              | Erika Weinsteinová     |
| HME 1973 | Rotterdam     | Verona Bernardová          | 53,04        | Waltraud Dietschová          | Renate Siebachová      |
| HME 1974 | Göteborg      | Jelica Pavličićová         | 52,64        | Naděžda Iljinová             | Waltraud Dietschová    |
| HME 1975 | Katovice      | Verona Elderová            | 52,68        | Naděžda Iljinová             | Inta Klimovičová       |
| HME 1976 | Mnichov       | Rita Wildenová             | 52,26        | Jelica Pavličićová           | Inta Klimovičová       |
| HME 1977 | San Sebastián | Marita Kochová             | 51,14        | Verona Elderová              | Jelica Pavličićová     |
| HME 1978 | Milán         | Marina Sidorovová          | 52,42        | Rita Bottiglieriová          | Karoline Käferová      |
| HME 1979 | Vídeň         | Verona Elderová            | 51,80        | Jarmila Kratochvílová        | Karoline Käferová      |
| HME 1980 | Sindelfingen  | Elke Deckerová             | 52,28        | Karoline Käferová            | Tatiana Gojščiková     |
| HME 1981 | Grenoble      | Jarmila Kratochvílová      | 50,07        | Natalja Bočinová             | Verona Elderová        |
| HME 1982 | Milán         | Jarmila Kratochvílová      | 49,59 - RHME | Dagmar Rübsamová             | Gaby Bussmannová       |
| HME 1983 | Budapešť      | Jarmila Kratochvílová      | 49,69        | Kirsten Siemonová            | Rosica Stamenová       |
| HME 1984 | Göteborg      | Taťána Kocembová           | 49,97        | Erica Rossiová               | Rosica Stamenová       |
| HME 1985 | Pireus        | Sabine Buschová            | 51,35        | Dagmar Neubauerová           | Alena Bulířová         |
| HME 1986 | Madrid        | Sabine Buschová            | 51,40        | Petra Schersingová           | Ann-Louise Skoglundová |
| HME 1987 | Liévin        | Maria Piniginová           | 51,27        | Gisela Kinzelová             | Cristina Pérezová      |
| HME 1988 | Budapešť      | Petra Schersingová         | 50,28        | Helga Arendtová              | Dagmar Neubauerová     |
| HME 1989 | Haag          | Sally Gunnellová           | 52,04        | Marina Šmoninová             | Anita Prottiová        |
| HME 1990 | Glasgow       | Marina Šmoninová           | 51,22        | Iolanda Oanţă                | Judit Forgácsová       |
| HME 1992 | Janov         | Sandra Myersová            | 51,21        | Olga Bryzginová              | Jelena Goleševová      |
| HME 1994 | Paříž         | Světlana Gončarenková      | 51,62        | Tatiana Aleksejevová         | Viviane Dorsileová     |
| HME 1996 | Stockholm     | Grit Breuerová             | 50,81        | Olga Kotljarovová            | Tatiana Čebykinová     |
| HME 1998 | Valencie      | Grit Breuerová             | 50,45        | Ionela Tirleaová             | Helena Fuchsová        |
| HME 2000 | Gent          | Světlana Pospelovová       | 51,66        | Natalja Nazarovová           | Helena Fuchsová        |
| HME 2002 | Vídeň         | Natalja Anťuchová          | 51,65        | Claudia Marxová              | Karen Shinkinsová      |
| HME 2005 | Madrid        | Světlana Pospelovová       | 50,41        | Světlana Usovičová           | Irina Rosichinová      |
| HME 2007 | Birmingham    | Nicola Sandersová          | 50,02        | Ilona Usovičová              | Olesja Zykinová        |
| HME 2009 | Turín         | Antonina Krivošapková      | 51,18        | Natalija Pyhydová            | Daria Safonová         |
| HME 2011 | Paříž         | Denisa Rosolová            | 51,73        | Olesja Forševová             | Xenija Zadorinová      |
| HME 2013 | Göteborg      | Perri Shakesová-Draytonová | 50,85        | Eilidh Childová              | Moa Hjelmerová         |
| HME 2015 | Praha         | Natalija Pyhydová          | 51,96        | Indira Terrero               | Seren Bundy-Daviesová  |
| HME 2017 | Bělehrad      | Floria Gueï                | 51,90        | Zuzana Hejnová               | Justyna Świętyová      |
| HME 2019 | Glasgow       | Léa Sprungerová            | 51,61        | Cynthia Bolingo Mbongo       | Lisanne de Witte       |
| HME 2021 | Toruň         | Femke Bolová               | 50,63        | Justyna Świętyová-Erseticová | Jodie Williamsová      |
| HME 2023 | Istanbul      | Femke Bolová               | 49,85        | Lieke Klaverová              | Anna Kiełbasińska      |
| HME 2025 | Apeldoorn     | Lieke Klaverová            | 50,38        | Henriette Jægerová           | Paula Sevillaová       |